# Британска источна Африка
Британска источна Африка је подручје источне Африке које је заузимало отприлике исто подручје данашње Кеније (око 639.209 км ²) од Индијског океана до Уганде и Велике раседне долине. Било је под контролом Велике Британије у касном 19. веку, а основано је из британских комерцијалних интереса на том подручју 1880. године и остало је протекторат до 1920, када је постало колонија Кенија.
Европски мисионари почели су да насељавају ово подручје од Момбасе до Килиманџара 1840, номинално под заштитом султана Занзибара. Године 1886. британска влада подстакла је Вилијама Макинона да успоставити британски утицај у регији. Када је Макинонова фирма почела да пропада, британска влада је 1. јула 1895. прогласила протекторат, управа је пребачена на Министарство спољних послова. Пуковник Хејс Седлер био је први гувернер и врховни заповедник. Европљани су били раздвојени од домицилног становништва па је била изражена расна сегрегација. Са новим досељеницима 1903. године углавном из Јужне Африке расле су потребе за земљиштем те су Масаијима смањена права на пашњаке. Дана 23. јула 1920. протекторат је постао колонија Кенија.